# Aire d'attraction de Besançon
L'aire d'attraction de Besançon est un zonage d'étude défini par l'Insee pour caractériser l’influence de la commune de Besançon sur les communes environnantes. Publiée en octobre 2020, elle se substitue à l'aire urbaine de Besançon, qui comportait 251 communes dans le zonage de 2010.

## Définition
L'aire d'attraction d'une ville est composée d’un pôle, défini à partir de critères de population et d’emploi ainsi que d’une couronne constituée des communes dont au moins 15 % des actifs travaillent dans le pôle. Le pôle d’attraction constitue ainsi un point de convergence des déplacements domicile-travail,.

## Géographie
L'aire d'attraction de Besançon est une aire inter-départementale qui comporte 312 communes à sa création : 199 situées dans le Doubs, 87 dans la Haute-Saône et 26 dans le département du Jura. 
Au 1er janvier 2022, le nombre de communes passe de 312 à 310 à la suite de la création des communes nouvelles de Cussey-sur-Lison et des Monts-Ronds.
Au 1er janvier 2025, le nombre de communes passe de 310 à 308 à la suite de la création des communes nouvelles d' Éternoz-Vallée-du-Lison et de Mamirolle.

### Carte

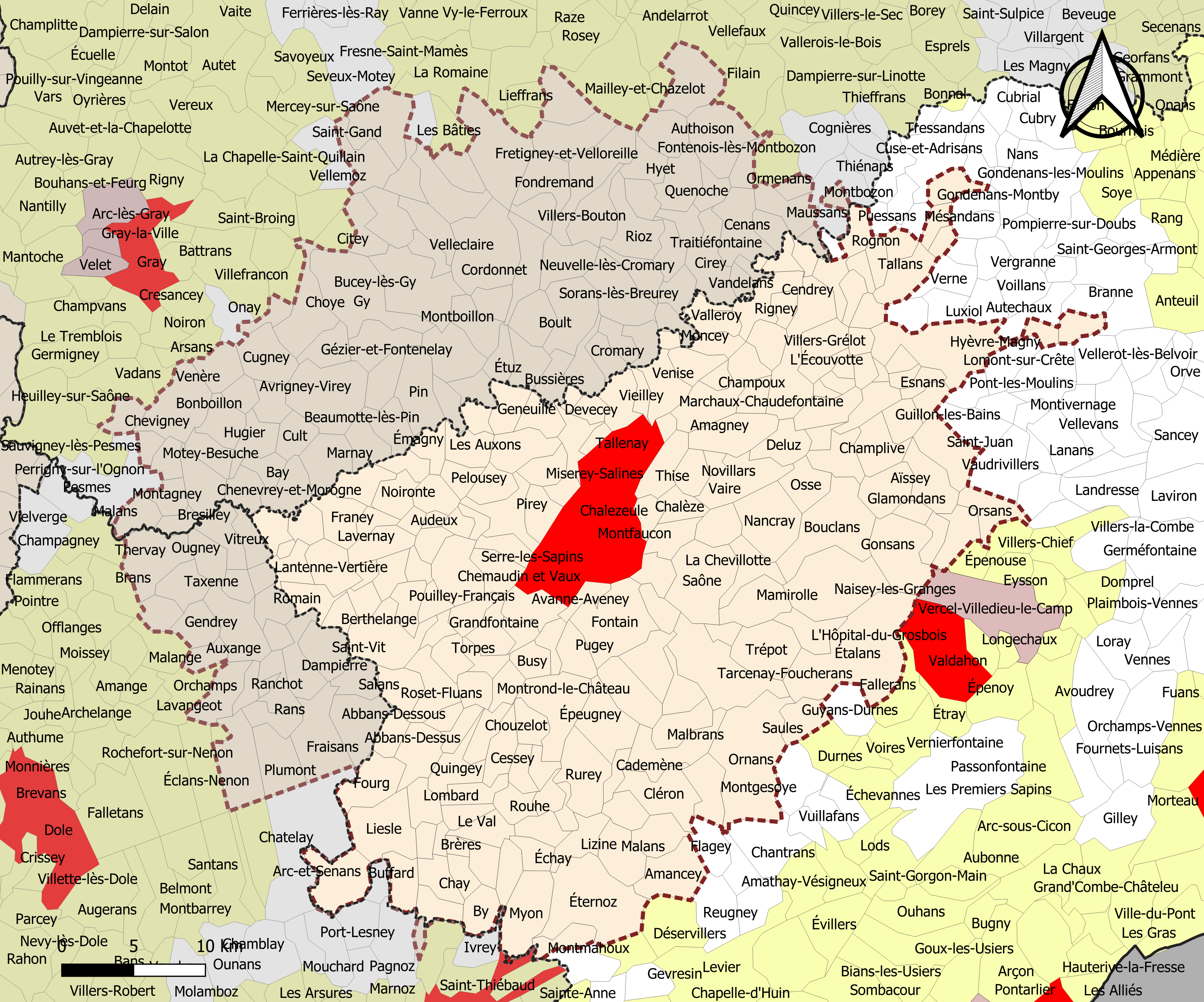
Carte de l'aire d'attraction de Besançon.
Commune-centre
Commune de la couronne

### Composition communale
| Catégorie               | Département | Communes | Communes |
| Catégorie               | Département | Nombre   | Libellé |
| ----------------------- | ----------- | -------- | --- |
| Commune-centre          | Doubs       | 1        | Besançon. |
| Communes de la couronne | Doubs       | 194      | Abbans-Dessous, Abbans-Dessus, Aïssey, Amagney, Amancey, Amondans, Arc-et-Senans, Audeux, Les Auxons, Avanne-Aveney, Avilley, Bartherans, Battenans-les-Mines, Baume-les-Dames, Berthelange, Beure, Blarians, Bonnay, Bouclans, Boussières, Braillans, Breconchaux, Brères, La Bretenière, Bretigney-Notre-Dame, Buffard, Burgille, Busy, By, Byans-sur-Doubs, Cademène, Cendrey, Cessey, Chalèze, Chalezeule, Champagney, Champlive, Champoux, Champvans-les-Moulins, Charnay, Chassagne-Saint-Denis, Châtillon-Guyotte, Châtillon-le-Duc, Chaucenne, Chaux-lès-Passavant, Chay, Chemaudin et Vaux, Chenecey-Buillon, Chevigney-sur-l'Ognon, La Chevillotte, Chevroz, Chouzelot, Cléron, Corcelles-Ferrières, Corcelle-Mieslot, Corcondray, Côtebrune, Courcelles, Courchapon, Cussey-sur-Lison, Cussey-sur-l'Ognon, Dammartin-les-Templiers, Dannemarie-sur-Crète, Deluz, Devecey, Échay, École-Valentin, L'Écouvotte, Émagny, Épeugney, Esnans, Étalans, Éternoz-Vallée-du-Lison, Étrabonne, Ferrières-les-Bois, Fertans, Flagey-Rigney, Fontain, Fourbanne, Fourg, Franey, Franois, Geneuille, Gennes, Germondans, Glamondans, Gonsans, Gouhelans, Goux-sous-Landet, Grandfontaine, Grosbois, L'Hôpital-du-Grosbois, Huanne-Montmartin, Hyèvre-Magny, Jallerange, Laissey, Lantenne-Vertière, Larnod, Lavans-Quingey, Lavernay, Liesle, Lizine, Lombard, Magny-Châtelard, Malans, Malbrans, Mamirolle, Marchaux-Chaudefontaine, Mazerolles-le-Salin, Mercey-le-Grand, Mérey-Vieilley, Mesmay, Miserey-Salines, Moncey, Moncley, Montfaucon, Montferrand-le-Château, Montrond-le-Château, Les Monts-Ronds, Morre, Le Moutherot, Myon, Naisey-les-Granges, Nancray, Noironte, Novillars, Ornans, Orsans, Osse, Osselle-Routelle, Ougney-Douvot, Palantine, Palise, Paroy, Pelousey, Pessans, Pirey, Placey, Le Val, Pouilley-Français, Pouilley-les-Vignes, Pouligney-Lusans, Pugey, Le Puy, Quingey, Rancenay, Recologne, Rennes-sur-Loue, Rigney, Rignosot, Roche-lez-Beaupré, Roche-lès-Clerval, Rognon, Ronchaux, Roset-Fluans, Rougemontot, Rouhe, Roulans, Ruffey-le-Château, Rurey, Saint-Hilaire, Saint-Juan, Saint-Vit, Samson, Saône, Saules, Sauvagney, Scey-Maisières, Séchin, Serre-les-Sapins, Silley-Bléfond, Tallans, Tallenay, Tarcenay-Foucherans, Thise, Thoraise, Thurey-le-Mont, Torpes, La Tour-de-Sçay, Tournans, Trépot, Trouvans, Vaire, Val-de-Roulans, Valleroy, Velesmes-Essarts, Venise, Vennans, La Vèze, Vieilley, Villars-Saint-Georges, Villers-Buzon, Villers-Grélot, Vorges-les-Pins. |
| Communes de la couronne | Haute-Saône | 87       | Aulx-lès-Cromary, Authoison, Autoreille, Avrigney-Virey, Bard-lès-Pesmes, La Barre, Bay, Beaumotte-Aubertans, Beaumotte-lès-Pin, Besnans, Bonboillon, Bonnevent-Velloreille, Boulot, Boult, Bresilley, Brussey, Bucey-lès-Gy, Bussières, Buthiers, Cenans, Chambornay-lès-Bellevaux, Chambornay-lès-Pin, Chancey, La Chapelle-Saint-Quillain, Charcenne, Chaumercenne, Chaux-la-Lotière, Chenevrey-et-Morogne, Chevigney, Choye, Cirey, Cordonnet, Courcuire, Cromary, Cugney, Cult, Échenoz-le-Sec, Étrelles-et-la-Montbleuse, Étuz, Fondremand, Frasne-le-Château, Fretigney-et-Velloreille, Gézier-et-Fontenelay, Grandvelle-et-le-Perrenot, Gy, Hugier, Hyet, Larians-et-Munans, Loulans-Verchamp, Maizières, La Malachère, Malans, Marnay, Montagney, Montarlot-lès-Rioz, Montboillon, Villers-Chemin-et-Mont-lès-Étrelles, Motey-Besuche, Neuvelle-lès-Cromary, Oiselay-et-Grachaux, Ormenans, Pennesières, Perrouse, Pin, Quenoche, Recologne-lès-Rioz, La Résie-Saint-Martin, Rioz, Ruhans, Saint-Gand, Sorans-lès-Breurey, Sornay, Traitiéfontaine, Trésilley, Tromarey, Valay, Vandelans, Vantoux-et-Longevelle, Vaux-le-Moncelot, Velleclaire, Vellefrey-et-Vellefrange, Velloreille-lès-Choye, Venère, Villers-Bouton, Villers-Pater, Voray-sur-l'Ognon, Vregille. |
| Communes de la couronne | Jura        | 26       | Auxange, La Barre, Courtefontaine, Dampierre, Étrepigney, Évans, Fraisans, Gendrey, Grange-de-Vaivre, Louvatange, Monteplain, Orchamps, Ougney, Pagney, Plumont, Ranchot, Rans, Romain, Rouffange, Salans, Saligney, Sermange, Serre-les-Moulières, Taxenne, Thervay, Vitreux. |

## Démographie
| 1968    | 1975    | 1982    | 1990    | 1999    | 2010    | 2015    | 2022    |
| ------- | ------- | ------- | ------- | ------- | ------- | ------- | ------- |
| 193 840 | 214 102 | 221 772 | 234 595 | 250 615 | 270 618 | 276 829 | 284 311 |

L'aire d'attraction de Besançon est catégorisée dans les aires de 200 000 à moins de 700 000 habitants, une catégorie qui regroupe 23,6 % de la population au niveau national.